# Сент-Джон, Иан
Джон «Иан» Сент-Джон (англ. John "Ian" St John; 7 июня 1938, Мотеруэлл, Ланаркшир — 1 марта 2021, Биркенхед, Северо-Западная Англия) — шотландский футболист и футбольный тренер, игрок сборной Шотландии.

## Биография

### Клубная карьера
В детстве Иэн проявлял талант к боксу, но мать препятствовала этому. Играя в футбол за юношеские команды и рабочие команды в подростковом возрасте, работая в местной промышленности, в том числе на сталелитейном заводе Колвилла, Сент-Джон начал свою карьеру в любимой команде детства «Мотеруэлл». В составе этой команды он отыграл в течение пяти сезонов, сыграв во всех внутренних соревнованиях 144 матча и забив 105 матчей.
В 1961 году перешёл в «Ливерпуль», в составе которого отыграл 10 сезонов, выиграв с командой два чемпионских титула 1964 и 1966 годов, а также Кубок Англии 1965 года. Сент-Джон был частью знаменитой команды «Ливерпуля», который тренировал выдающийся тренер Билл Шенкли. Шенкли считал, что «именно приход Сент-Джона стал катализатором возрождения „Ливерпуля“ как футбольной силы».
В последующие годы играл за «Ковентри Сити» и «Транмир Роверс», а также за южноафриканские команды.

### Карьера в сборной
В составе сборной Шотландии сыграл 21 матч, в которых забил 9 мячей.

### Тренерская карьера
Работал главным тренером клубов «Мотеруэлл» (1973—1974) и «Портсмут» (1974—1977).

### Смерть
Скончался 1 марта 2021 года в возрасте 82 лет после продолжительной болезни.